# Шарканы
Шерканы, Шеркань (рум. Şercani) — село в Оргеевском районе Молдавии. Наряду с сёлами Погребены и Изворы входит в состав коммуны Погребены.

## География
Село расположено на высоте 140 метров над уровнем моря.

## Население
По данным переписи населения 2004 года, в селе Шеркань проживает 507 человек (262 мужчины, 245 женщин).
Этнический состав села:
| Национальность | Число жителей | Процентный состав |
| -------------- | ------------- | ----------------- |
| молдаване      | 506           | 99,8              |
| румыны         | 1             | 0,2               |
| Всего          | 507           | 100 %             |